# Zombilation – The Greatest Cuts
Zombilation – The Greatest Cuts és una recopilació de la banda Lordi.

## Llista de Cançons
1. Hard Rock Hallelujah – 3.01
2. Bite It Like a Bulldog – 3.28
3. Who's Your Daddy? – 3.27
4. Devil is a Loser – 3.30
5. Blood Red Sandman – 4.05
6. Get Heavy – 3.02
7. They Only Come Out At Night – 3.41
8. My Heaven Is Your Hell – 3.42
9. Beast Loose In Paradise – 3.34
10. Deadache – 3.29
11. Would You Love A Monsterman? – 3.04
12. Bringing Back The Balls To Rock – 3.33
13. Forsaken Fashion Dolls – 3.45
14. Supermonstars (The Anthem Of The Phantoms) – 4.02
15. The Children Of The Night – 3.45
16. Rock The Hell Outta You – 3.07
17. Pet The Destroyer – 3.52
18. Monster Monster – 3.24
19. It Snows In Hell – 3.37